# Castiglione Cosentino
Castiglione Cosentino é uma comuna italiana da região da Calábria, província de Cosenza, com cerca de 3.062 habitantes. Estende-se por uma área de 13 km², tendo uma densidade populacional de 236 hab/km². Faz fronteira com Rende, Rose, San Pietro in Guarano.

## Demografia
| Variação demográfica do município entre 1861 e 2011                               |
|                                                                                   |
| Fonte: Istituto Nazionale di Statistica (ISTAT) - Elaboração gráfica da Wikipedia |